# LGBT práva v Namibii

Duhová mapa Namibie

Namibie neměla nikdy žádné zákony podporující gaye, lesby, bisexuály a transgender (LGBT). Stejnopohlavní sexuální styk je zde trestán jako sodomie odnětím svobody. Přesto však Namibie patří mezi málo afrických zemí, které na LGBT lidi aplikují minimální tresty, a které zákony proti sodomii vesměs neuplatňují.

## Životní podmínky
V r. 2005 mluvčí ministerstva vnitra Teopolina Mushelenga usilovala o to, aby lesby a gayové ustoupili od boje za svojí svobodu, dále aby byli hnáni k odpovědnosti za pandemii HIV/AIDS a považováni za urážku africké kultury. V r. 2001 prezident Sam Mujoma varoval před blížících se razií na gaye a lesby v Namibii, říkajíc že: "police musí trestat, věznit a deportovat homosexuály a lesby z Namibie." Ministr vnitra Jerry Ekandjo v r. 2000 apeloval na 700 nově jmenovaných policistů, aby vylučovali gaye a lesby v rámci ochrany Namibie.
Mr. Gay Namibia 2011 Wendelinus Hamutenya se v prosinci 2001 stal obětí homofobního násilí ve Windhoeku.

## Přehled situace LGBT osob v Namibii
| Legální stejnopohlavní styk                                                               | Ilegální (minimální tresty, neuplatňováno) |
| Stejný věk legální způsobilosti k pohlavnímu styku pro obě orientace                      | No                                         |
| Anti-diskriminační zákony v zaměstnání                                                    | No                                         |
| Anti-diskriminační zákony ve službách a v obchodu                                         | No                                         |
| Anti-diskriminační zákony v ostatních oblastech (nepřímá diskriminace, homofobní projevy) | No                                         |
| Stejnopohlavní manželství                                                                 | No                                         |
| Stejnopohlavní soužití                                                                    | No                                         |
| Adopce dítěte partnera                                                                    | No                                         |
| Společná adopce stejnopohlavními páry                                                     | No                                         |
| Homosexuální jednotlivec může sloužit v armádě                                            | No                                         |
| Možnost změny pohlaví                                                                     | Ano                                        |
| Možnost umělého oplodnění pro lesbické ženy                                               | No                                         |
| Možnost náhradního mateřství                                                              | Ano                                        |